# Juillet 1929

## Événements
- 1 au 5 juillet : l'armée rouge évacue l'Afghanistan, après le succès de son opération contre les insurgés Basmatchis.

- 2 au 12 juillet : un équipage américain améliore le record de durée avec ravitaillement en vol sur un Buhl : 246 heures et 43 minutes.

- 8 juillet (Portugal) : Salazar démissionne à la suite du ministère de la justice, sous le prétexte que le cabinet des ministres a refusé d’entériner une circulaire concernant la sonnerie des cloches, jugée trop favorable aux catholiques.

- 9 juillet : le chef du parti national-allemand Alfred Hugenberg s’allie avec Adolf Hitler et le Casque d'acier pour organiser un référendum contre le plan Young.

- 14 juillet : Grand Prix d'Allemagne.

- 17 juillet, France : répression anticommuniste : la police perquisitionne à L'Humanité et au siège du parti.

- 22 juillet : un Heinkel HE 12 D-1717 est catapulté pour la première fois du paquebot Bremen à 400 km de New York afin de livrer au plus vite le courrier embarqué.

- 25 juillet : premier vol de l'hydravion géant Dornier Do X.

- 27 juillet, France : démission du Président du Conseil Raymond Poincaré pour des raisons de santé.

- 28 juillet : convention de Genève, signée par 48 pays, sur les prisonniers de guerre.

- 29 juillet, France : Aristide Briand Président du Conseil (11).

- 31 juillet : des Saqqawistes turkmènes s'emparent de la ville de Mazâr-e Charîf en Afghanistan.

## Naissances
- 2 juillet : Imelda Marcos, Première dame des Philippines de 1965 à 1986.
- 4 juillet : Darío Castrillón Hoyos, cardinal colombien, préfet émérite de la congrégation pour le clergé († 18 mai 2018).
- 5 juillet : Mariette Salbeth, peintre et graveur belge († 6 décembre 2008).
- 6 juillet : Hélène Carrère d'Encausse, historienne française, secrétaire perpétuel de l'Académie française († 5 août 2023).
- 10 juillet : José Vicente Rangel, avocat, journaliste et homme d'État vénézuélien († 18 décembre 2020).
- 12 juillet : Monte Hellman, Réalisateur et producteur de cinéma américain († 20 avril 2021).
- 17 juillet : Sergueï Godounov, mathématicien russe († 15 juillet 2023).
- 18 juillet : Dick Button, patineur artistique américaine († 30 janvier 2025).
- 19 juillet : 
  - Orville Turnquest, homme d'État, gouverneur général des Bahamas.
  - Emmanuel Le Roy Ladurie, historien français († 22 novembre 2023).
- 21 juillet : Philippe Ardant, juriste français. Professeur de droit constitutionnel († 6 juin 2007).
- 26 juillet : Marc Lalonde, politicien et avocat canadien († 6 mai 2023).
- 28 juillet, Jacqueline Kennedy-Onassis, journaliste américaine et Première dame des États-Unis de 1961 à 1963 († 19 mai 1994).
- 30 juillet : Bill Davis, premier ministre de l'Ontario († 8 août 2021).
- 31 juillet : Don Murray, acteur américain († 2 février 2024).

## Décès
- 1er juillet : Wenceslau de Moraes, officier de la marine et écrivain portugais.